# Vidovdan
Vidovdan (serbisk kyrilliska: Видовдан; latinska: Vidovdan; makedonska, bulgariska: Видовден; translitteration: Vidovden), också kallad Sankt Vitusdagen, är en nationell och religiös helgdag som firas den 28 juni i Serbien enligt den julianska kalendern (15 juni enligt den gregorianska). Helgdagen behandlar furste Lazar Hrebeljanovićs och andra martyrers död under slaget vid Kosovo Polje den 15 juni 1389.
Vidovdan är också en minnesdag inom den Serbisk-ortodoxa kyrkan och dagen har länge ansetts ha stor betydelse för serber då många historiskt viktiga händelser har skett under Vidovdan.
Helgen har samma rötter som midsommar, eftersom Vidovdan firas till äran av Svevid, serbiska fornkristna huvudguden, vilket kan också tolkas som "allt ljus", som faller på dagen för sommarsolståndet. 

## Övrigt
Nedan finns några händelser angivna enligt den julianska kalendern:
- 28 juni 1389, slaget vid Kosovo Polje, historiskt avgörande nederlag för serberna gentemot de osmanska turkarna.
- 28 juni 1914, skotten i Sarajevo, ärkehertig Franz Ferdinand mördas i Sarajevo av Gavrilo Princip.
- 28 juni 1919, Versaillesfreden undertecknas vilket avslutar första världskriget.
- 28 juni 1921, Vidovdankonstitutionen proklameras av kung Alexander I av Jugoslavien.
- 28 juni 2001, Slobodan Milošević sänds till internationella domstolen i Haag.

## Bilder

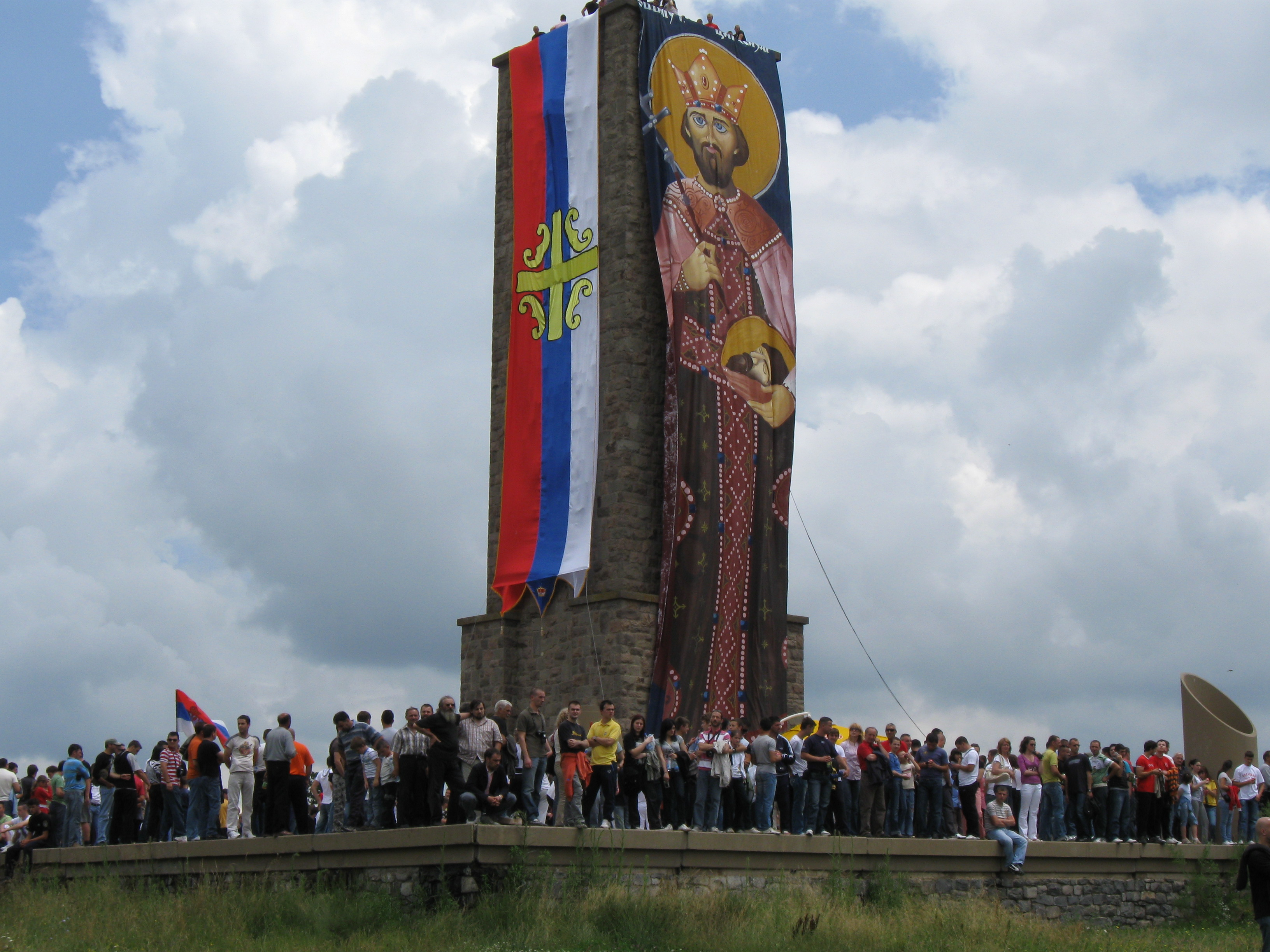
Vidovdanfirande år 2009.